# Tragyal
Œuvres principales
La ligne entre le ciel et la terre
Tragyal ou Tagyal (tibétain : བཀྲ་རྒྱལ, Wylie : bkra rgyal) de son nom de plume Shogdung (tibétain : ཞོགས་དུང, Wylie : zhogs dung), né en 1963, est un écrivain tibétain, auteur de l'ouvrage censuré en Chine dès sa publication en 2008 La ligne entre le ciel et la terre, (tibétain : Sa gnam go ’byed, expression signifiant « une première historique »), sur les troubles au Tibet en 2008, où il suggère qu'on pourrait l'appeler la « révolution  marron », d'après la couleur des robes des moines, à l'instar d'autres révolutions de couleur. À propos de ces évènements, il écrit que l’on ne devrait pas utiliser l'expression d'« émeutes du 14 mars », comme le fait la république populaire de Chine, mais celle de « révolution pacifique », une affirmation qui est inacceptable en Chine. Tragyal, 47 ans au moment de son arrestation le 23 avril 2010, a été employé de la Maison d’Édition des Nationalités à Xining, une maison d'édition chinoise. Il est l'auteur de plusieurs ouvrages qui critiquent le  bouddhisme, publiés sous le nom de "Shogdung". Tragyal a été arrêté en Xining par les autorités chinoises en avril 2010 et devait être jugé sous l'accusation de « séparatisme » en août 2010.
Selon Woeser, en octobre 2010, Tagyal a été libéré sous caution, dans l'attente de son procès. Il avait été arrêté quelques jours après avoir signé une lettre ouverte critique à l'égard de l'aide du gouvernement chinois à la suite du séisme de 2010 de Yushu. Dans la lettre datée du 17 avril 2010, Tagyal exprime ses regrets que le désastre ait provoqué 2 000 morts, principalement des Tibétains, mais mettait en garde contre les organisations de sauvegarde gouvernementales. Cette lettre incitait aussi les gens à aider les victimes du séisme en donnant de la nourriture, des vêtements et des médicaments, tout en les mettant en garde de ne pas donner aux organisations de sauvegarde en raison d'une possible  corruption.